# Sindromul Kessler

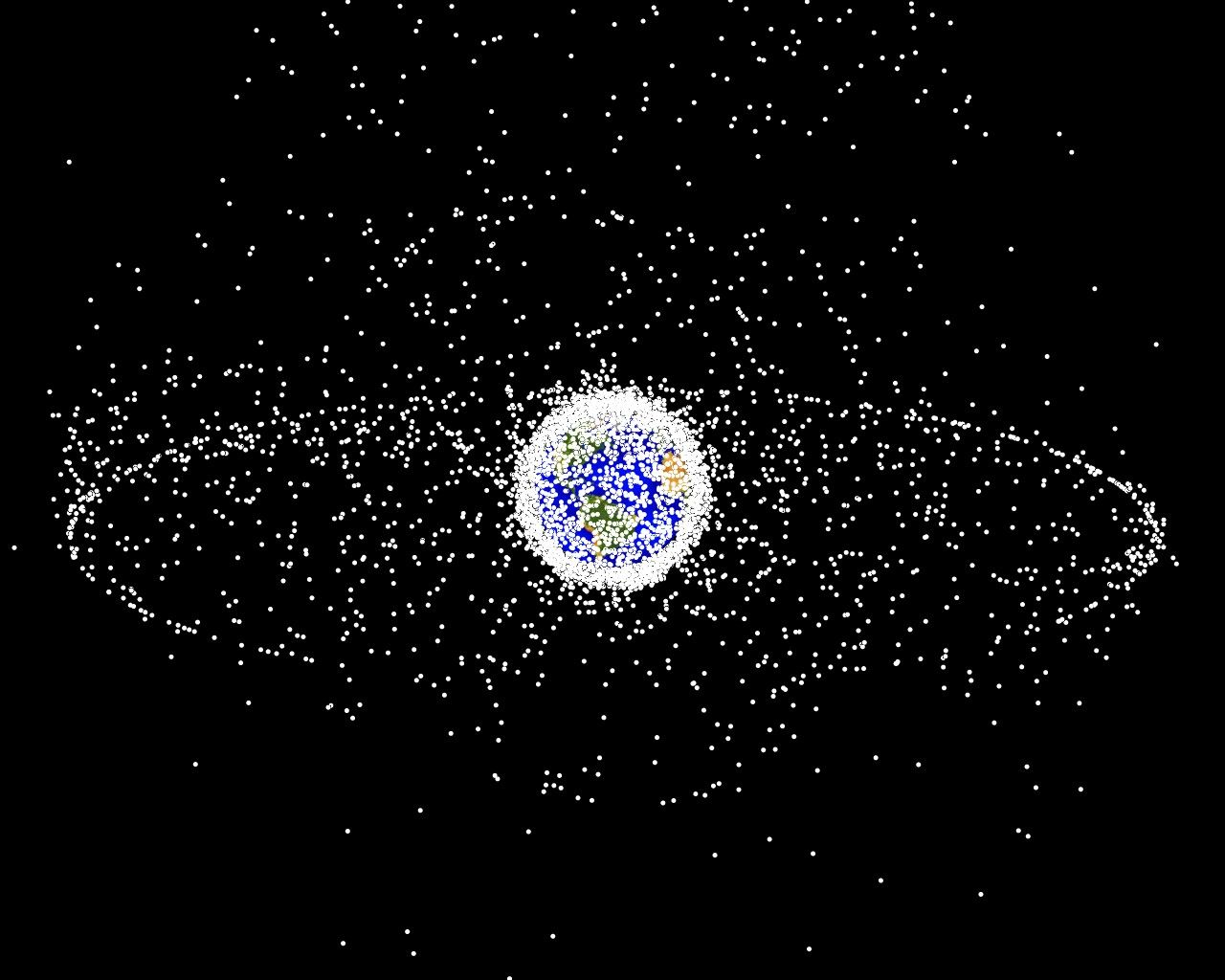
Populații de en observate dintr-un punct de vedere din exteriorul en (GEO). Se observă două zone de gunoi: un inel de obiecte aflate pe GEO și un „nor” de obiecte aflate pe orbită joasă (LEO).

Sindromul Kessler (numit și Efectul Kessler, cascadă colizională sau cascadă ablațională), propus de cercetătorul NASA Donald J. Kessler⁠(en)[traduceți] în 1978, este un scenariu în care densitatea obiectelor⁠(en)[traduceți] aflate pe orbită joasă (LEO) este suficient de mare încât coliziunea între obiecte poate cauza o cascadă colizională — fiecare coliziune generază fragmente suplimentare care cresc șansa coliziunilor suplimentare. Un astfel de fenomen ar putea face explorarea spațiului, sau chiar utilizarea sateliților, imposibilă pentru multe generații.

## Generarea și distrugerea gunoiului
Fiecare satelit, sondă spațială sau misiune umană are un potențial de creștere a gunoiului spațial⁠(en)[traduceți]. O cascadă Kessler devine mai probabilă pe măsură ce crește numărul sateliților și sateliții vechi devin neoperabili. Din 2014, există aproximativ 2000 de sateliți comerciali și guvernamentali pe orbita Pământului. Se estimează că există aproximativ 300 de mii de piese de gunoi spațial cu dimensiuni între 1cm și 25cm și că în medie un satelit este distrus în fiecare an. 
Cele mai utilizate orbite pentru vehicule umane sau robotice sunt orbitele joase, care se află într-un interval de altitudine în care frecarea cu atmosfera reziduală tinde să mențină zona liberă de obiecte. Coliziunile petrecute la aceste altitudini sunt o problemă mai mică deoarece direcțiile în care zboară fragmentele rezultate și energia specifică mai mică a obiectelor tinde să rezulte în orbite care intersectează Pământul sau atmosfera (la o altitudine mai joasă), de unde sunt deorbitate în timp mult mai scurt.
Degradarea orbitală este mult mai lentă la altitudinile unde nu este semnificativă frecarea cu atmosferă. Degradarea se mai poate petrece în urma acțiunii perturbațiilor lunare sau a vântului solar, dar aceste acțiuni pot dura mii de ani pentru altitudini foarte înalte.

## Implicații

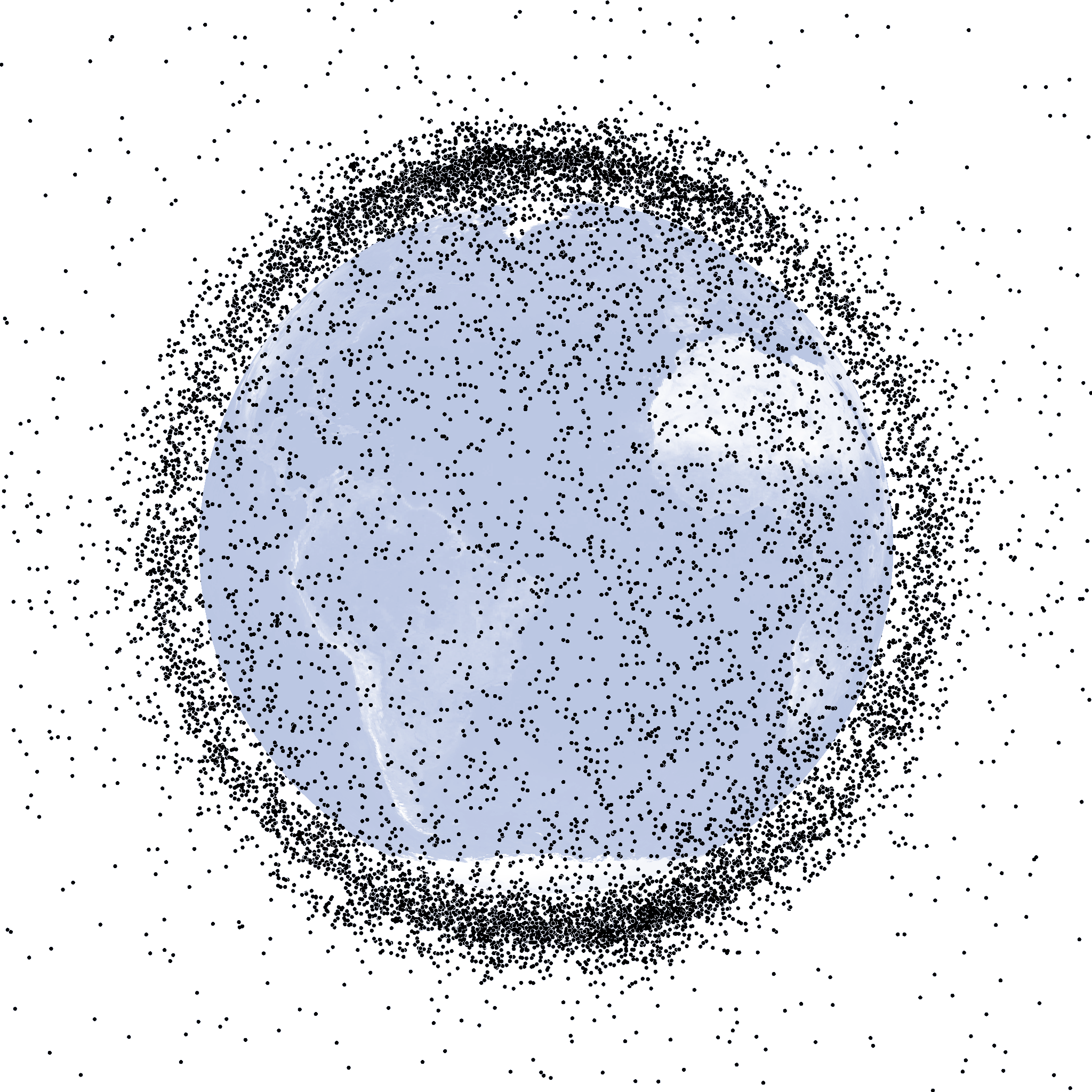
Imagine realizată în urma modelelor de urmărire a en pe orbită.

Sindromul Kessler are o latură insidioasă din cauza unui efectului de domino⁠(en)[traduceți] și a unui feedback exploziv în care impactele dintre obiecte de masă apreciabilă desprind fragmente de gunoi spațial prin forța coliziunilor. Acest șrapnel⁠(en)[traduceți] generat poate lovi alte obiecte, ceea ce produce și mai multe fragmente. Dacă se produc suficiente coliziuni sau explozii (cum ar fi cele dintre o stație spațială și un satelit ieșit din uz, sau în urma unor acțiuni ostile militare în spațiul cosmic), atunci, în urma efectului de cascadă, orbita poate deveni saturată cu astfel de fragmente, care ar face din altitudinea de orbită joasă o barieră imposibil de trecut pentru vehiculele spațiale.

## Prevenirea și reducerea riscului
Proiectanții unui nou vehicul sau satelit sunt obligați frecvent să demonstreze că acestea pot fi dezafectate în siguranță la sfârșitul duratei operaționale, de exemplu prin sisteme de reintrare controlată în atmosferă, sau de urcare a vehiculelor într-o „orbită cimitir”, la o altitudine superioară.
Pentru a obține o licență pentru servicii de telecomunicații în Statele Unite, toți operatorii de sateliți geostaționari cu sateliți lansați, începând cu 18 martie 2002, s-au angajat să mute aceste vehicule pe o orbită cimitir la sfârșitul vieții operaționale. Regulile SUA specifică un aport de altitudine, {\displaystyle \Delta {H}}, de ~300 km.
O altă tehnologie propusă pentru a scăpa de fragmente cu dimensiunea între 1cm și 10cm este o „mătură laser”, un laser cu puterea de mai mulți megawatt care ar putea deorbita gunoiul⁠(en)[traduceți]: partea de gunoi atinsă de laser se va evapora (ablaționa) ușor și asta creează o forță în direcția opusă care schimbă excentricitatea orbitei fragmentului, care poate produce reintrarea acestuia în atmosferă.

## Mecanism potențial
Envisat⁠(en)[traduceți] este un satelit mare inactiv, cu o masă de 8211kg aflat în derivă pe o orbită de 785km, altitudine la care densitatea de gunoi spațial este cea mai mare: se prognoează că aproximativ 2 obiecte catalogate se vor apropia la 200m de Envisat în fiecare an, iar probabilitatea este în creștere. Envisat ar putea fi un contribuitor important la gunoiul spațial cu origine colizională în următorii 150 de ani în care este prognozat că va rămâne pe orbită.

## În literatură, film și televiziune
Filmul Gravity din 2013 are drept premisă acțiunea unei catastrofe Kessler în desfășurare.
Intriga revistei manga din 1999 - Planetes și cu serialul anime omonim din 2003 se invârte în jurul unui echipaj însărcinat cu rezolvarea problemei gunoiului orbital și cu prevenirea apariției de noi fragmente care ar rezulta din distrugerea vehiculelor spațiale.
Intriga romanului Seveneves⁠(en)[traduceți] din 2015, scris de Neal Stephenson începe cu explozia neașteptată a Lunii în șapte mari fragmente, eveniment cu cauze necunoscute, care creează un nor de resturi orbitale în urma coliziunilor suplimentare de tip Kessler și eventualul bombardament al Pământului cu meteoriții rezultați.

## Vedeți și
- Testul rachetei americane anti-satelit din 1985⁠(en)[traduceți]
- Testul rachetei chineze anti-satelit din 2007⁠(en)[traduceți]
- Coliziunea sateliților din 2009
- Satelitul Solwind⁠(en)[traduceți] - satelitul american distrus de testul rachetei anti-satelit
- SNAP-10A⁠(en)[traduceți] - reactor nuclear american care e încă pe orbită
- Acordul de răspundere în spațiu⁠(en)[traduceți] - tratat internațional